# Лазарус, Эмма
Эмма Лазарус (англ. Emma Lazarus, 22 июля 1849, Нью-Йорк — 19 ноября 1887, там же) — американская писательница и поэтесса.

## Биография
Родилась в семье богатого плантатора, потомка старинной сефардской (еврейской) семьи, бежавшей в Новый Свет из Португалии от преследований инквизиции.
Получила домашнее образование, так как семья была богатая, и дети ни в чём не знали недостатка. Начала публиковать стихи в 1866 году.
Была подругой политэконома Генри Джорджа и последовательницей его учения джорджизма. Заинтересовавшись своими еврейскими корнями после прочтения романа Джордж Элиот «Дэниэль Деронда», продолжительное время занималась общественной деятельностью: обустройством еврейских беженцев, покинувших Российскую Империю из-за волны погромов, охвативших страну после убийства Александра II, и прибывших в США. В публицистических статьях Эмма обличала американских евреев за чёрствость и равнодушие. Когда она снова начала писать стихи, они приобрели палестинофильскую окраску.
Вернувшись к поэзии, занялась переводами с иврита на английский стихов периода т. н. «Золотого века испанского еврейства» (Иегуда Галеви, Моше ибн Эзра, Ибн Гебироль). Некоторые из этих переводов вошли в молитвенники.
В 1883 году французы подарили США Статую Свободы. Статуя была готова и ждала транспортировки за океан. Дело было за малым — построить пьедестал, расходы на который были возложены на американскую сторону. Был устроен необычный аукцион — поэты продавали свои ранее не опубликованные стихи. По условиям конкурса, стихотворение, собравшее наибольшие средства, будет размещено на пьедестале. В аукционе участвовали такие гиганты как Уолт Уитмен, Генри Лонгфелло, Брет Гарт и Марк Твен. Когда устроитель аукциона предложил Эмме Лазарус участвовать, она сначала отказывалась, говоря, что не может сочинять стихи по заказу. На это устроитель сказал: «Вспомните беженцев из России». Этого оказалось достаточно. Через два дня стихотворение Эммы «Новый Колосс» (The New Colossus) собрало двадцать одну тысячу долларов и получило первый приз. Именно оно написано на плите, украшающей пьедестал Статуи Свободы.
Эмма Лазарус не была замужем и не имела детей.